# 婆罗门牛
婆罗门牛（Brahman）是美国的瘤牛肉用家牛品种。它是从1885年起在美国繁殖的，起源于印度，曾多次从英国、印度和巴西进口；其中包括吉尔牛、古泽拉牛、印度-巴西牛和昂戈尔牛等品种。婆罗门牛耐热、耐日光、耐潮湿，并且对寄生虫具有良好的抵抗力。它已出口到许多国家，特别是热带国家。它是澳大利亚数量最多的牛。它常被用於創造歐洲牛與瘤牛的雜交新品種。其中一些，比如布拉木讓已被确定为单独的品种。:137

## 词源
起源于印度的婆罗门牛品种以婆罗门（印度教传教士）的名字命名，而婆罗门的名字则来源于印度教神祗梵天。许多印度婆罗门都是素食主义者，他们认为牛是神圣的，不能吃。

## 繁殖与用途

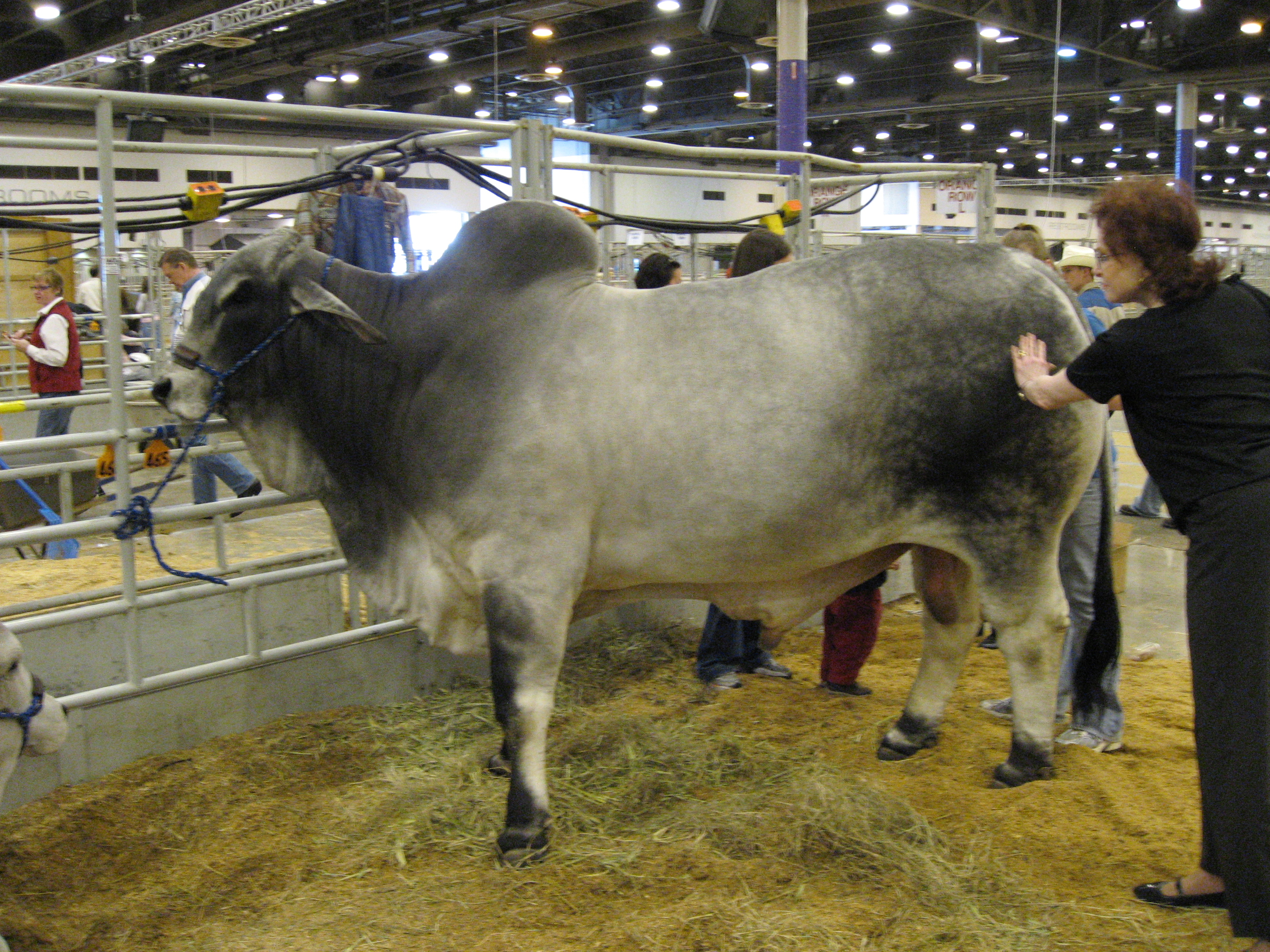
婆罗门公牛在牲畜展示中

美国婆罗门牛于1900年代初开始繁殖，是四个不同的印度牛品种的杂交：古吉拉特牛、昂戈尔牛、吉尔牛和黑天谷牛。最初的美国婆罗门牛起源于一群大約由266头公牛和22头母牛组成的核心，包括了几个瘤牛（印度牛）品种。它们在1854年至1926年间进口到美国。
婆罗门牛被用于肉类行业。它已与金牛座（欧洲牛）肉牛品种广泛杂交。它已被用于开发其它众多美国肉牛品种，包括布兰格斯牛、肉主牛、辛布拉牛（Simbrah）和圣格鲁迪牛。
该品种也被用于牧人竞技中的驯服母牛比赛，因其驯服、体型和智力而受到青睐。
婆罗门牛以耐热性极强而闻名，并在热带地区广泛分布。由于皮肤厚实，它们对昆虫具有抵抗力。婆罗门牛比许多其它品种的牛寿命更长，通常在15岁以上时产犊。
在阿曼和富查伊拉，婆罗门公牛被用于传统的撞牛（bull-butting）运动。该运动让两头牛用头进行猛烈的撞击，先倒下或退讓的一方為輸。准备参加这项运动的婆罗门公牛会保持特殊的饮食，包括牛奶和蜂蜜，以获取更多的力量。

## 美国
美国婆罗门牛饲养者联合会（American Brahman Breeders Association）成立于1924年，是官方的家牛注册机构，用于跟踪和验证牛的血统。该组织的总部现位于休斯敦。“婆罗门”这个名字，是由美国婆罗门牛饲养者联合会第一任的书记，J·W·萨特韦尔先生（Mr. J. W. Sartwelle）命名的。

## 澳大利亚

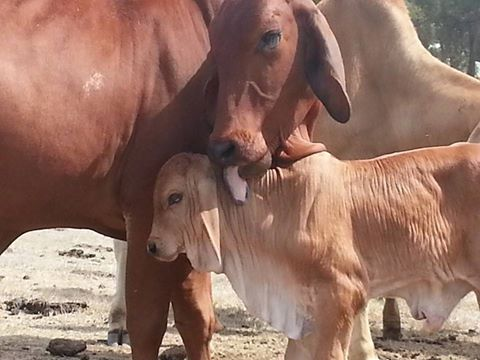
婆罗门牛，母牛和牛犊

婆罗门牛这一品种对澳大利亚肉牛市场产生了重要影响，特别是在澳大利亚北部地区。自从该品种引入澳大利亚以来，澳大利亚超过50％的牛都是婆罗门牛或其杂交牛。该品种在高温和较冷天气下都表现良好。从维多利亚州一直到昆士兰州北部，都有婆罗门牛的饲养者。一个普遍的误解是，该品种在寒冷天气下表现不佳。维多利亚州中部的许多饲养者都在饲养这种动物，那里的气温可能会很低（低于零度），甚至在周围地区还会下雪。
在澳大利亚，澳大利亚婆罗门牛饲养者协会（Brahman Breeders Association of Australia）是会员为他们的牛进行注册的机构。如果他们希望为牛注册，就可以成为会员。但是，有许多人饲养“商业”牛，他们并不会去注册。这些饲养者为牛肉市场供应牛，通常使用种公牛来提高牲畜的质量。

## 图集

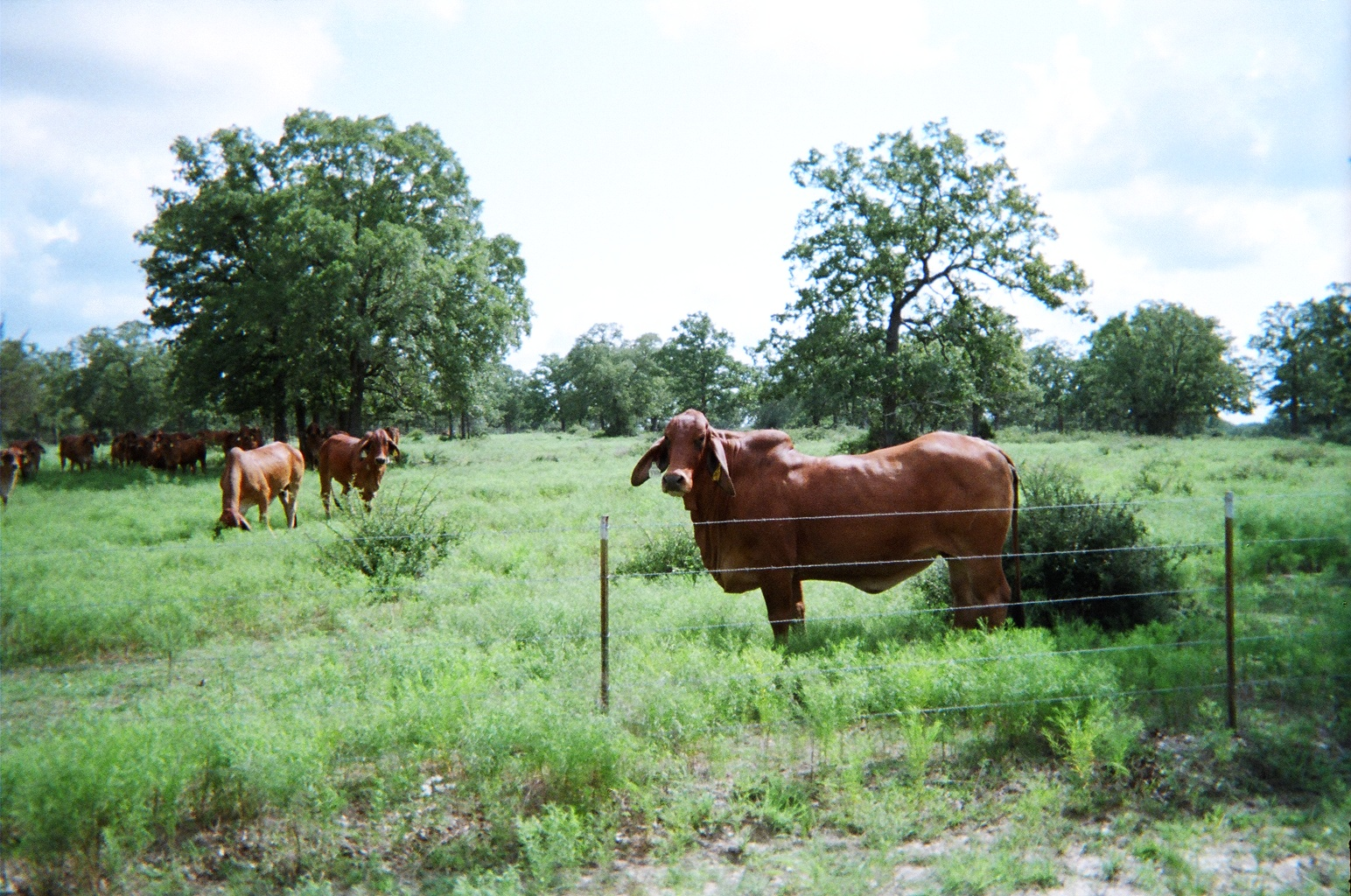
红婆罗门牛
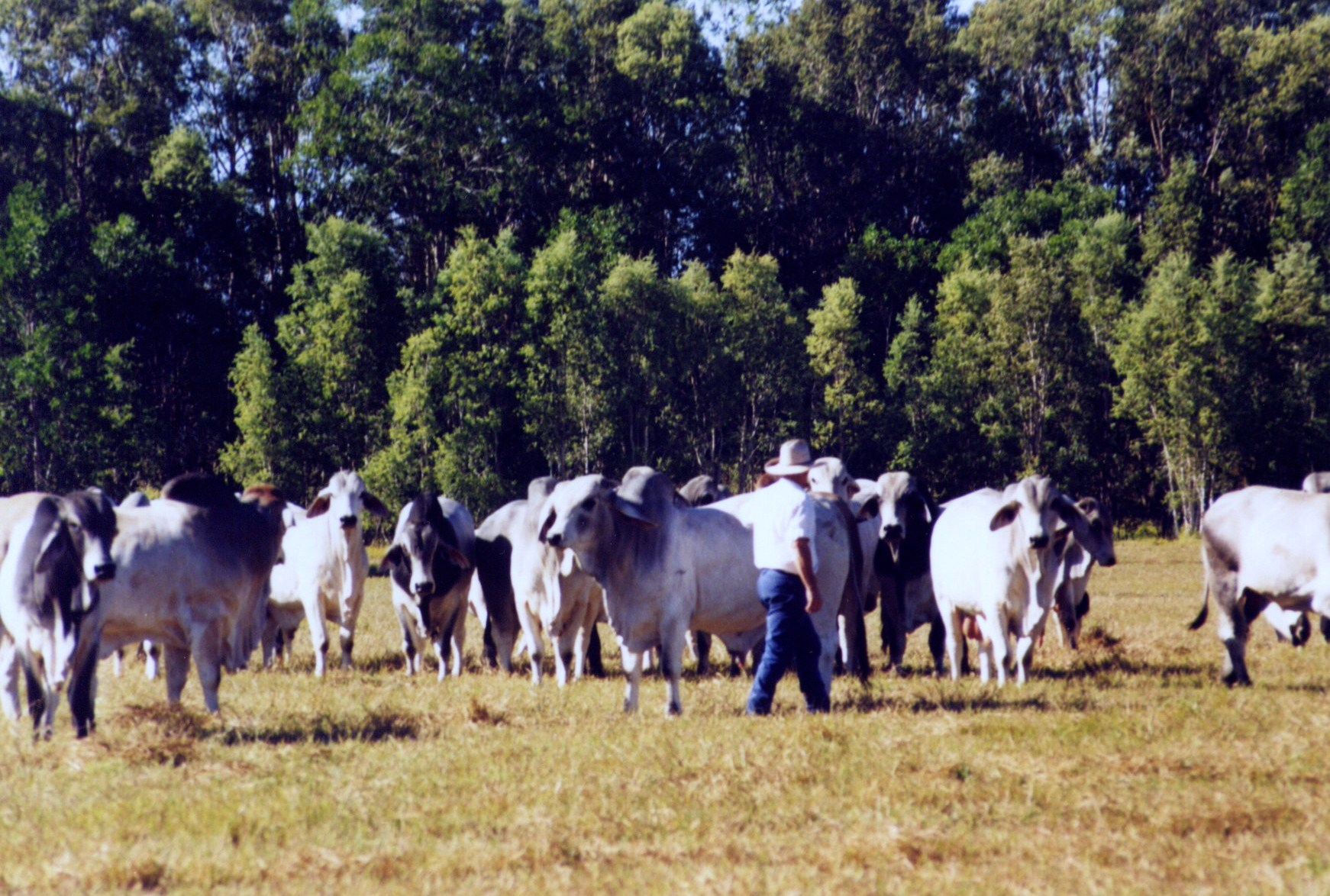
婆罗门公牛在澳大利亚北领地蒂珀雷里站（英语：Tipperary Station）的一个围场里